# Яновка (Воронежская область)
Яновка — хутор в Семилукском районе Воронежской области России. Входит в состав Староведугского сельского поселения.

## География
Хутор находится в северо-западной части Воронежской области, в лесостепной зоне, на берегах реки Ведуга, на расстоянии примерно 25 км (по прямой) к северо-западу от города Семилуки, административного центра района. Абсолютная высота — 123 м над уровнем моря.
Часовой пояс
Хутор Яновка, как и вся Воронежская область, находится в часовой зоне МСК (московское время). Смещение применяемого времени относительно UTC составляет +3:00.

## Население
| 2010 |
| ---- |
| 1    |

Национальный состав
Согласно результатам переписи 2002 года, в национальной структуре населения русские составляли 100 %.

## Улицы
Уличная сеть хутора состоит из одной улицы (ул. Яновка).